# 1-ша армія (США)
1-ша а́рмія США (англ. First United States Army) — військове об'єднання армії США, польова армія Збройних сил США часів Першої та Другої світових війн. Сьогодення складова — командування мобілізації, бойової підготовки та тренування армії США.